# Justus Perthes

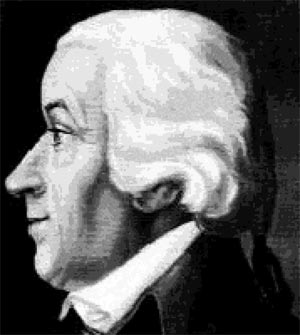
Justus Perthes

Justus Perthes, właśc. Johann Georg Justus Perthes (ur. 11 września 1749 w Rudolstadt, zm. 2 maja 1816 w Gocie) – niemiecki wydawca, założyciel wydawnictwa Justus Perthes.
W 1785 założył wydawnictwo kartograficzne Justus Perthes Geographische Anstalt Gotha. Do współpracy zatrudnił
takich kartografów jak: Heinrich Berghaus, Christian Gottlieb Reichard, Emil von Sydow, Karl von Spruner i Adolf Stieler. W latach 1785–1944 jego wydawnictwo publikowało ukazujący się wcześniej (od 1763) staraniem Wilhelma von Rotberga Almanach Gotajski.